# Mehmed Namık Pascha
Mushir (Marshal) Mehmed Emin Namık Pasha (Istanbul, 1804 – Istanbul, 1892) var en osmansk politiker. Namık Pascha var Bagdads guvernör vid två tillfällen mellan 1851 och 1867.